# SM-sarja 1931/32
Die Saison 1931/32 war die vierte Spielzeit der finnischen SM-sarja. Meister wurde zum insgesamt zweiten Mal in der Vereinsgeschichte HJK Helsinki.

## Meisterschaft

### Erste Runde
- HPS Helsinki – HSK Helsinki 4:0
- TaPa Tampere – Ilves Tampere 2:1

### Halbfinale
- Reipas Viipuri – HJK Helsinki 0:1 Wertung
- HPS Helsinki – TaPa Tampere 6:1

### Finale
- HJK Helsinki – HPS Helsinki 4:0